# 布法提斯
布法提斯（阿拉伯语：‎），是阿爾及利亞的城鎮，位於該國西北部奧蘭省，由瓦迪特萊拉特區負責管轄，面積99平方（38平方英里），2009年人口為11,872人，人口密度每平方公里120人。